# Teslim Balogunstadion
Het Teslim Balogunstadion is een multifunctioneel stadion in Lagos, een stad in Nigeria.
Het stadion werd geopend in 2007. Bij de bouw van het stadion was architect O.C Majoroh betrokken. In het stadion is plaats voor 24.325 toeschouwers.
Het stadion wordt vooral gebruikt voor voetbalwedstrijden, de voetbalclub FC First Bank maakt gebruik van dit stadion. Behalve voetbal worden er ook atletiek- en rugbywedstrijden gespeeld.
Het stadion werd gebruikt voor het wereldkampioenschap voetbal onder 17, een toernooi dat van 24 oktober tot en met 15 november 2009 in Nigeria werd gespeeld. In dit stadion werden vijf groepswedstrijden, een achtste finale en twee halve finales gespeeld.